# Colette Descombes
Colette Descombes (Romans-sur-Isère, 26 gennaio 1943) è un'attrice francese.

## Biografia
Attiva in campo cinematografico tra il 1961 e il 1978, fece il suo debutto da protagonista nel film francese drammatico Le ninfette, diretto da Henri Zaphiratos. In seguito prese parte a produzioni francesi, spagnole e italiane (per sette film).
Uno dei suoi ruoli più conosciuti fu quello di Sandra Moroni nella pellicola La ragazzina, diretta nel 1974 da Mario Imperoli. Dopo il 1978 abbandona l'attività artistica.

## Filmografia
- Le ninfette (Les nymphettes), regia di Henri Zaphiratos (1961)
- La regina dello strip-tease (Juventud a la intemperie), regia di Ignacio F. Iquino (1961)
- Brigitte et Brigitte, regia di Luc Moullet (1966)
- Orgasmo, regia di Umberto Lenzi (1969)
- Come, quando, perché, regia di Antonio Pietrangeli e Valerio Zurlini (1969)
- Addio, Alexandra, regia di Enzo Battaglia (1969)
- Le tue mani sul mio corpo, regia di Brunello Rondi (1970)
- A cuore freddo, regia di Riccardo Ghione (1971)
- La ragazzina, regia di Mario Imperoli (1974)
- Afrika erotika (The erotic adventure of Robinson), regia di Ken Dixon (1976)
- Polizia selvaggia, regia di Guido Zurli (1977)
- L'affaire Suisse, regia di Peter Ammann (1978)

## Doppiatrici italiane
Nelle versioni italiane dei suoi film, Colette Descombes è stata doppiata da:
- Melina Martello in Orgasmo
- Flaminia Jandolo in Addio, Alexandra
- Vittoria Febbi in La ragazzina